# Rob Gretton
Robert Leo Gretton (Manchester, 15 de janeiro de 1953 — Manchester, 15 de maio de 1999), mais conhecido pelo nome artístico Rob Gretton, foi um DJ e empresário musical britânico. Ele foi empresário da banda de pós-punk Joy Division e de seus sucessores, a banda de rock New Order. Também foi co-fundador da Factory Records e da casa noturna The Haçienda, juntamente com Tony Wilson.